# Zornia curvata
Zornia curvata är en ärtväxtart som beskrevs av Robert H Mohlenbrock. Zornia curvata ingår i släktet Zornia och familjen ärtväxter. Inga underarter finns listade i Catalogue of Life.